# RAF Barkston Heath

i7
i11
i13
Die Royal Air Force Station Barkston Heath (ICAO-Code: EGYE), kurz RAF Barkston Heath, ist ein Militärflugplatz der britischen Royal Air Force acht Kilometer nordöstlich von Grantham in der Grafschaft Lincolnshire, England. Sie untersteht dem zirka 12 km nördlicher gelegenen RAF College Cranwell und dient diesem als Ausweichplatz. Daneben dient sie der RAF zur Basisschulung zukünftiger Flugzeugführer der britischen Heeres- und der Marineflieger. Baulich verändert wurde der kurz vor dem Zweiten Weltkrieg eröffnete Flugplatz in späteren Jahrzehnten kaum, so dass er noch heute weitgehend wie zur Kriegszeit aussieht.

## Geschichte
Der Flugplatz entstand in der Zeit der Hochrüstung im Vorfeld des Zweiten Weltkriegs und diente nach seiner Eröffnung dem RAF Flying Training Command. In dieser Rolle war er bereits damals ein Ausweichplatz von RAF Cranwell, eine Funktion, die er auch noch im 21. Jahrhundert besitzt.
Im Vorfeld der alliierten Invasion in der Normandie wurde er Ende 1943 an die Ninth Air Force der United States Army Air Forces (USAAF) übergeben, die ihn als logistische Umschlagsbasis nutzten. Im Februar 1944 trafen dann die ersten C-47 der 61st Troop Carrier Group auf der "Station 483", so ihre amerikanische Bezeichnung, ein. Diese Gruppe lag hier bis März 1945 und kurze Zeit später lag hier für wenige Wochen mit der 349th Troop Carrier Group und ihren C-46 ein weiterer amerikanischer Transportverband. Im Juni 1945 gab die USAAF die Station an das britische Air Ministry zurück.
In den folgenden Jahrzehnten lagen hier keine fliegenden Einheiten mehr, wobei der Flugplatz bis 1969 wieder dem Flying Training Command unterstand. Der Flugplatz diente lediglich dem RAF College Cranwell, dem es seit 1969 direkt unterstellt war, wieder als Ausweichplatz und der Kasernenbereich war von nicht fliegenden Einheiten belegt. In den 1980er Jahren lag hier ein Teil einer Staffel Bloodhound Flugabwehrraketen, die zuvor im niederrheinischen RAF Brüggen stationiert gewesen waren.
Seit 1989 war Barkston Heath ein Ausbildungsstandort der in Cranwell beheimateten No. 3 Flying Training School. Seit 1995 erfolgte die Ausbildung durch die Joint Elementary Flying Training School auf Slingsby-Firefly-T.2-Schulflugzeugen.

## Heutige Nutzung
Die Ausbildung erfolgt seit einer Umorganisation 2003 durch die Defence Elementary Flying Training School, der zwei Staffeln unterstehen, die 674. Squadron (Army Air Corps) und die 703. Naval Air Squadron. Die Grob Tutor wurde 2018 durch die Grob Prefect T1 ersetzt.